# Robert Clotworthy
Robert Bruce Clotworthy (n. 24 de octubre de 1955; Los Ángeles, Estados Unidos) es un narrador y actor de voz estadounidense.
Clotworthy es más conocido como narrador de la serie de History Channel, Alienígenas Ancestrales y por su rol como la voz de Jim Raynor en StarCraft, su expansión StarCraft: Brood War, y sus secuelas StarCraft II: Wings of Liberty y StarCraft II: Heart of the Swarm.

## Filmografía

### Películas
| Año  | Título                                  | Personaje                      | Observaciones                      |
| ---- | --------------------------------------- | ------------------------------ | ---------------------------------- |
| 1984 | Nausicaä del Valle del Viento           | Voces adicionales              | Versión en inglés                  |
| 1985 | Doin' Time                              | Abogado                        |                                    |
| 1986 | The Check is in the Mail...             | Moonie                         |                                    |
| 1987 | Who's That Girl                         | Abogado                        |                                    |
| 1987 | He's My Girl                            | Jeffrey                        |                                    |
| 1988 | Brothers in Arms                        | Cazador #2                     |                                    |
| 1991 | Switch                                  | Alguacil                       |                                    |
| 1991 | V.I. Warshawski                         | Philip Pugh                    |                                    |
| 1991 | Going Under                             | Submarino                      | Voz                                |
| 1991 | And You Thought Your Parents Were Weird | Mike Abbott                    |                                    |
| 1991 | For the Boys                            | Comandante de la Marina, Japón |                                    |
| 1992 | Angel of Fury                           | Actualmente Desconocido        | Voz                                |
| 1992 | Love Field                              | Locutor                        | Voz                                |
| 1993 | Hold Please                             | Richard Grail                  | Cortometraje                       |
| 1995 | Phoenix                                 | Hombre #1                      |                                    |
| 1996 | Vampirella                              | Profesor Steinman              |                                    |
| 1998 | Mulan                                   | Huno                           | Voz                                |
| 1999 | The Deep End of the Ocean               | Reportero                      |                                    |
| 1999 | The Iron Giant                          | Voces adicionales              |                                    |
| 2000 | The Emperor's New Groove                | Guardias                       | Acreditado como Rob Clotworthy Voz |
| 2001 | The Accidental Spy                      | Actualmente Desconocido        | Voz                                |
| 2001 | Ablaze                                  | Despachador Harris             |                                    |
| 2002 | One Hour Photo                          | Cirujano ocular                |                                    |
| 2002 | Gale Force                              | Bill Cassidy                   |                                    |
| 2002 | The Cat Returns                         | Voces Adicionales              | Versión en inglés                  |
| 2004 | Shark Tale                              | Actualmente Desconocido        |                                    |
| 2005 | Racing Stripes                          | Caballo 2                      | Voces Adicionales                  |
| 2005 | Mi vecino Totoro                        | Voces Adicionales              | Versión en Inglés de Disney        |
| 2005 | Tugger: The Jeep 4x4 Who Wanted to Fly  | Fatty / Piloto USAF            | Voz                                |
| 2005 | Crash Landing                           | Jimmy Watkins                  |                                    |
| 2006 | Patlabor 2: The Movie                   | Yukihito Tsuge                 | Voz versión en inglés              |
| 2006 | Inside                                  | Dr. Nance                      |                                    |
| 2006 | Pulse                                   | Calvin                         |                                    |
| 2007 | Rendition                               | Invitado a la recepción        |                                    |
| 2010 | Buried                                  | Portavoz de CRT                | Voz                                |
| 2010 | My Soul to Take                         | Presentador de Noticias        | Voz                                |
| 2011 | El Avispón Verde                        | Político                       |                                    |
| 2011 | La colina de las amapolas               | Voces Adicionales              | Versión en Inglés                  |
| 2012 | Chronicle                               | Locutor de noticiario          |                                    |
| 2012 | Paranormal Activity 4                   | Actualmente Desconocido        | Voz                                |
| 2014 | Captain America: The Winter Soldier     | Automóvil de Fury              |                                    |
| 2014 | Paradise                                | Hombre                         | Cortometraje Voz                   |
| 2014 | American Sniper                         | Doctor VA                      |                                    |
| 2016 | Capitán América: Civil War              | Locutor de Noticias            | Voz Sin Acreditar                  |
| 2017 | The New Adventures of Max               | Higgabottom                    | Voz                                |
| 2018 | Los Increíbles 2                        | Tommy                          | Voz Sin Acreditar                  |
| 2019 | Charlie's Angels                        | Charlie                        | Voz                                |

### Televisión
| Año         | Título                                                  | Personaje                                                                                    | Observaciones                                              |
| ----------- | ------------------------------------------------------- | -------------------------------------------------------------------------------------------- | ---------------------------------------------------------- |
| 1973        | Emergency!                                              | Adolescente comiendo hamburguesa                                                             | Episodio: "Inheritance Tax" Sin acreditar                  |
| 1974        | The Waltons                                             | Tyler Crofut                                                                                 | Acreditado como Rob Clotworthy Episodio: "The Graduation"  |
| 1974        | Columbo                                                 | Boodle Boy / Jonathan B. Miller                                                              | Episodio: "By Dawn's Early Light"                          |
| 1974        | Police Woman                                            | El Gas Jockey                                                                                | Acreditado como Rob Clotworthy Episodio: "Shoefly"         |
| 1975        | ABC Afterschool Special                                 | Clete                                                                                        | Episodio: "The Skating Rink"                               |
| 1976        | The Cheerleaders                                        | Novio de BJ                                                                                  | Película de televisión                                     |
| 1976        | Black Sheep Squadron                                    | Teniente Wyatt                                                                               | Acreditado como Rob Clotworthy Episode: "Prisoners of War" |
| 1977        | Police Story                                            | Conductor del Corvette                                                                       | Acreditado como Rob Clotworthy Episodio: "Stigma"          |
| 1978        | The Rockford Files                                      | Tommy                                                                                        | Episodio: "South by Southeast"                             |
| 1978        | M*A*S*H                                                 | Soldado Welch                                                                                | Episodio: "Dear Comrade"                                   |
| 1979        | Billy                                                   | Gary                                                                                         | Episodio: "Fathers and Sons"                               |
| 1980        | Stone                                                   | El corredor                                                                                  | Episodio: "Death Run"                                      |
| 1981        | Death of a Centerfold: The Dorothy Stratten Story       | Floyd                                                                                        | Película de televisión                                     |
| 1981        | Dynasty                                                 | Ty Meredith                                                                                  | Episodio: "The Verdict"                                    |
| 1982        | Star of the Family                                      | Bigelow                                                                                      | Episodio: "Pilot"                                          |
| 1983        | The Kid with the 200 I.Q.                               | Actualmente desconocido                                                                      | Película de televisión                                     |
| 1983        | Ghost Dancing                                           | Repartidor de agua                                                                           | Película de televisión                                     |
| 1983        | Whiz Kids                                               | Arbus                                                                                        | Episodio: "Candidate for Murder"                           |
| 1984        | Three's Company                                         | Tony Williams / Tony                                                                         | 02 Episodios                                               |
| 1984        | Shattered Vows                                          | Mark                                                                                         | Película de televisión                                     |
| 1984        | Sweet Revenge                                           | Cajero                                                                                       | Película de televisión Sin acreditar                       |
| 1984        | Fatal Vision                                            | Sargento MP                                                                                  | 02 Episodios Miniserie de televisión                       |
| 1985        | Remington Steele                                        | Paul Stuban                                                                                  | Episodio: "Illustrated Steele"                             |
| 1985        | George Burns Comedy Week                                | Actor                                                                                        | Episodio: "The Dynamite Girl"                              |
| 1985        | The New Leave It to Beaver                              | Mr. Newhouse                                                                                 | Episodio: "Wow"                                            |
| 1986        | The Colbys                                              | Abogado                                                                                      | Episodio: "The Trial" No acreditado                        |
| 1986        | Outlaws                                                 | Señor Harrison                                                                               | Episodio: "Outlaws"                                        |
| 1986 - 1987 | Falcon Crest                                            | Mark                                                                                         | 02 Episodios                                               |
| 1987        | Dennis the Menace                                       | Tom                                                                                          | Película de televisión                                     |
| 1988        | 1st & Ten                                               | Marshall                                                                                     | Episodio: "The Inmates Buy the Asylum"                     |
| 1989        | Hunter                                                  | Kevin                                                                                        | 04 Episodios                                               |
| 1989        | Mancuso, F.B.I.                                         | Actualmente desconocido                                                                      | Episodio: "Classified"                                     |
| 1990        | Matlock                                                 | Fiscal en Los Ángeles                                                                        | Episodio: "Nowhere to Turn"                                |
| 1990        | Father Dowling Mysteries                                | Olsen                                                                                        | Episodio: "The Showgirl Mystery"                           |
| 1990        | Who's the Boss?                                         | Greg                                                                                         | Episodio: "Parental Guidance Suggested"                    |
| 1991        | True Colors                                             | Danforth                                                                                     | 02 Episodios                                               |
| 1991        | Murphy Brown                                            | Allen                                                                                        | Episodio: "Hoarse Play"                                    |
| 1992        | Tequila and Bonetti                                     | Lloyd                                                                                        | Episodio: "A Perfect Match"                                |
| 1992        | Herman's Head                                           | Frank                                                                                        | Episodio: "Stop Me Before I Help Again"                    |
| 1993        | Doogie Howser, M.D.                                     | Dr. Bob Whitman                                                                              | Episodio: "The Adventures of Sherlock Holmes"              |
| 1993        | Batman: The Animated Series                             | Billy                                                                                        | Acreditado como Rob Clotworthy Episodio: "Mudslide"        |
| 1994        | Boy Meets World                                         | Voz TV                                                                                       | Episodio: "The B-Team of Life"                             |
| 1994        | Attack of the 5 Ft. 2 In. Women                         | Voz                                                                                          | Película de televisión                                     |
| 1995 - 2006 | The Young and the Restless                              | Juez Russell Jennings / Greg Hillman                                                         | 43 Episodios                                               |
| 1996        | Murphy Brown                                            | Dole Operativo                                                                               | Episodio: "The Bus Stops Here"                             |
| 1996        | Crime of the Century                                    | Reportero                                                                                    | Película de televisión                                     |
| 1996        | Melrose Place                                           | Subastador                                                                                   | Episodio: "Crazy Love"                                     |
| 1997        | Get to the Heart: The Barbara Mandrell Story            | Dr. Newton Louvern                                                                           | Película de televisión                                     |
| 1998        | The New Batman Adventures                               | Piloto                                                                                       | Episodio: "The Ultimate Thrill"                            |
| 1999        | The Practice                                            | Médico experto                                                                               | Episodio: "Oz"                                             |
| 1999        | The Hand Behind the Mouse: The Ub Iwerks Story          | Ub Iwerks                                                                                    | Voz documental                                             |
| 2000        | JAG                                                     | Jim Wythrip                                                                                  | Episodio: "The Witches of Gulfport"                        |
| 2000        | The Drew Carey Show                                     | Inspector del INS                                                                            | Episodio: "Drew and the Trail Scouts"                      |
| 2001        | The West Wing                                           | Tom                                                                                          | Episodio: "The Drop In"                                    |
| 2001        | Mahô shôjo neko Taruto                                  | Rakugan                                                                                      | Voz en versión inglesa                                     |
| 2001        | Raptor                                                  | Doctor                                                                                       | Película de televisión                                     |
| 2003        | Boston Public                                           | Locutor de radio                                                                             | Episodio: "Chapter Fifty-Nine"                             |
| 2003        | Miracles                                                | Steve Jones                                                                                  | Episodio: "Hand of God"                                    |
| 2003        | The Practice                                            | Juez Tyler Flynn                                                                             | Episodio: "Cause of Action"                                |
| 2004        | Phil of the Future                                      | Dr. Gennaro                                                                                  | Episodio: "Daddy Dearest"                                  |
| 2004        | NYPD Blue                                               | Roger                                                                                        | Episodio: "Bale Out"                                       |
| 2004        | Empire of Dreams: The Story of the Star Wars Trilogy    | Narrador                                                                                     | Vídeo documental                                           |
| 2005        | Hercules                                                | Narrador                                                                                     | 02 Episodio                                                |
| 2005 - 2010 | Medium                                                  | Reportero de noticias / Ripley's Believe It or Not Announcer / Bradley Anunciador de campaña | 03 Episodios Sin acreditar                                 |
| 2006        | That '70s Show                                          | Cliente                                                                                      | Episodio: "My Fairy King"                                  |
| 2006        | Criminal Minds                                          | Don Norvell                                                                                  | Episodio: "Aftermath"                                      |
| 2006        | The Water is Wide                                       | Narrador                                                                                     | Película de televisión                                     |
| 2006 - 2012 | Two and a Half Men                                      | Gangster #1 / Piloto / TV Comercial Locutor / TV Comercial Narrador / TV Locutor             | 11 Episodios                                               |
| 2007        | The Riches                                              | Clay Wilkes                                                                                  | Episodio: "Believe the Lie"                                |
| 2007        | Boston Legal                                            | Zachary West                                                                                 | Episodio: "Beauty and the Beast"                           |
| 2007        | Bone Eater                                              | Jimmy Winger                                                                                 | Película de televisión                                     |
| 2007        | Judy's Got a Gun                                        | Roger Yeager                                                                                 | Película de televisión                                     |
| 2007        | Real Premonitions                                       | Narrador                                                                                     | Documental de televisión                                   |
| 2007        | Star Wars: The Legacy Revealed                          | Narrador                                                                                     | Documental de televisión                                   |
| 2007 - 2008 | Days of Our Lives                                       | Dean Randall Lochlan                                                                         | 03 Episodios                                               |
| 2008        | The Batman                                              | Warden                                                                                       | Acreditado como Rob Clotworthy Episodio: "What Goes Up..." |
| 2008        | Indiana Jones and the Ultimate Quest                    | Narrador                                                                                     | Documental de televisión                                   |
| 2008        | Batman Unmasked                                         | Narrador                                                                                     | Documental de televisión                                   |
| 2008        | Valkyrie: The Plot to Kill Hitler                       | Narrador                                                                                     | Documental de televisión                                   |
| 2008 - 2015 | The Big Bang Theory                                     | Astronauta / Anunciador / Dave Roeger / Director Edwards / Conductor de trenes               | 05 Episodios                                               |
| 2009 - 2020 | Ancient Aliens                                          | Narrador                                                                                     | 190 Episodios                                              |
| 2010        | Sonny with a Chance                                     | Dr. Spector                                                                                  | Episodio: "Walk a Mile in My Pants"                        |
| 2010        | Batman: Under the Red Hood                              | Leo / Matón                                                                                  | Película de televisión                                     |
| 2010        | All My Children                                         | Ministro                                                                                     | Episodio: "#1.10431"                                       |
| 2011        | Big Love                                                | Elder Mccrackle                                                                              | Episodio: "The Special Relationship"                       |
| 2011        | The Defenders                                           | Bennett Perkins                                                                              | Episodio: "Nevada v. Hunter"                               |
| 2011        | Eagleheart                                              | Stan                                                                                         | Episodio: "Chris, Susie, Brett and Malice"                 |
| 2011        | The Mentalist                                           | Pulaski                                                                                      | Episodio: "Blood for Blood"                                |
| 2012        | The Mentalist                                           | Rudolph Pulaski                                                                              | Episodio: "At First Blush"                                 |
| 2012        | Diagnosis: Dead or Alive                                | Kurt                                                                                         | Episodio: "Jamie & David"                                  |
| 2013        | Broken Quest                                            | Maestro de aventuras                                                                         | Episodio: "The Adventure Master"                           |
| 2013        | China, IL                                               | Carabas / Kevin Costner                                                                      | 02 Episodios                                               |
| 2014        | Falling Skies                                           | El monje                                                                                     | 03 Episodios                                               |
| 2014        | Sinkholes: Swallowed Alive                              | Narrador                                                                                     | Documental de televisión                                   |
| 2014        | Cesar Millan: Love My Pit Bull                          | Narrador                                                                                     | Documental de televisión                                   |
| 2014        | We the Economy: 20 Short Films You Can't Afford to Miss | Narrador                                                                                     | Documental de televisión                                   |
| 2014 - 2020 | The Curse of Oak Island                                 | Narrador                                                                                     | 111 Episodios                                              |
| 2015        | Beautiful & Twisted                                     | Gerente Señor de bancos                                                                      | Película de televisión                                     |
| 2015        | Switched at Birth                                       | El Profesor Epstein                                                                          | Episodio: "The Player's Choice"                            |
| 2015        | Blood and Glory: The Civil War in Color                 | Narrador                                                                                     | Documental de miniserie de televisión                      |
| 2016        | Better Call Saul                                        | Portavoz - Davis & Main TV Comercial                                                         | 02 Episodios                                               |
| 2016        | Ultimate Spider-Man                                     | Capitán George Stacy                                                                         | Episodio: "Return to the Spider-Verse: Part 4"             |
| 2017        | We Bare Bears                                           | Warren                                                                                       | Episodio: "Neighbors"                                      |
| 2017        | Groomzilla                                              | Ed Rydell                                                                                    | Película de televisión                                     |
| 2018 - 2019 | The Curse of Civil War Gold                             | Narrador                                                                                     | 16 Episodios                                               |
| 2019        | Vanished                                                | Narrador                                                                                     | Película de televisión                                     |
| 2019        | Young Sheldon                                           | Alcalde Harrison                                                                             | Episodio: "A Political Campaign and a Candy Land Cheater"  |

### Videojuegos
| Año  | Título                                                     | Rol | Notas                 |
| ---- | ---------------------------------------------------------- | --- | --------------------- |
| 1998 | StarCraft                                                  | Jim Raynor | Voz                   |
| 1998 | StarCraft: Brood War                                       | Jim Raynor | Voz                   |
| 2004 | EverQuest II                                               | Comerciante erudito masculino genérico / Comerciante elfo oscuro masculino genérico / Comerciante masculino elfo alto genérico / Comerciante masculino medio elfo genérico masculino    | Voz                   |
| 2005 | Advent Rising                                              | Actualmente desconocido | Voz                   |
| 2005 | Need for Speed: Most Wanted                                | Oficial primario #1 | Voz                   |
| 2005 | Kingdom Hearts II                                          | Actualmente desconocido | Voz versión en inglés |
| 2006 | The Da Vinci Code                                          | Dr. Robert Langdon | Voz                   |
| 2006 | Need for Speed: Carbon                                     | Oficial primario | Voz                   |
| 2007 | Kingdom Hearts II Final Mix+                               | Actualmente desconocido | Voz versión en inglés |
| 2007 | Lair                                                       | Loden | Voz                   |
| 2007 | The Darkness                                               | Frances Fox / Leslie Hound / Daniel Fears | Voz                   |
| 2009 | Red Faction: Guerrilla                                     | Actualmente desconocido | Voz Sin acreditar     |
| 2009 | Marvel: Ultimate Alliance 2                                | Sr. Fantástico | Voz                   |
| 2010 | Dead to Rights: Retribution                                | Inness | Voz                   |
| 2010 | Alpha Protocol                                             | Albatros | Voz                   |
| 2010 | Crackdown 2                                                | Actualmente desconocido | Voz                   |
| 2010 | StarCraft II: Wings of Liberty                             | Jim Raynor | Voz                   |
| 2011 | TERA: The Exiled Realm of Arborea                          | Castaño / Humano / Elfo | Voz                   |
| 2011 | Star Wars: The Old Republic                                | Canciller Supremo Janarus / Senador Evran / Maestro Rajivari / Blaesus / Coronel Deulo / Coronel Finley / Gizmel / Mayor Jazen / Maestro Rubatin / Oficial Silas / Sor-Nak / Taxi Droid | Voz                   |
| 2012 | Hitman: Absolution                                         | Actualmente desconocido | Voz                   |
| 2013 | StarCraft II: Heart of the Swarm                           | Jim Raynor | Voz                   |
| 2013 | Star Wars: The Old Republic: Rise of the Hutt Cartel       | La mortaja | Voz                   |
| 2013 | Marvel Heroes                                              | Buitre | Voz sin acreditar     |
| 2013 | The Bureau: XCOM Declassified                              | | Voz                   |
| 2013 | Grand Theft Auto V                                         | La población local | Voz                   |
| 2014 | The Lego Movie Videogame                                   | | Voz                   |
| 2014 | Star Wars: The Old Republic: Shadow of Revan               | La mortaja | Voz                   |
| 2015 | Xenoblade Chronicles X                                     | | Voz versión en inglés |
| 2015 | Star Wars: The Old Republic: Knights of the Fallen Empire  | La Sábana Santa / Guerrero Mandaloriano | Voz                   |
| 2015 | Heroes of the Storm                                        | Jim Raynor | Voz                   |
| 2015 | StarCraft II: Legacy of the Void                           | Jim Raynor | Voz                   |
| 2016 | Batman: The Telltale Series                                | Jack Ryder / Comisionado Grogan / Ejecutor 4 | Voz                   |
| 2016 | Mafia III                                                  | | Voz                   |
| 2016 | Final Fantasy XV                                           | | Voz versión en inglés |
| 2016 | Star Wars: The Old Republic: Knights of the Eternal Throne | Capitán Frem / GenoHaradan Leader / Zakuulan Socialite | Voz                   |
| 2017 | Fire Emblem Heroes                                         | El caballero negro / Finn | Versión en inglés     |
| 2017 | Final Fantasy XV: Episode Gladiolus                        | Voces adicionales | Versión en inglés     |
| 2017 | Batman: The Enemy Within                                   | Jack Ryder / Agent Mario Hernández / Mourner / Newscaster 1 | Voz                   |
| 2018 | Lego The Incredibles                                       | Actualmente desconocido | Voz                   |
| 2018 | Super Smash Bros. Ultimate                                 | El caballero negro | Versión en inglés     |
| 2019 | Star Wars: The Old Republic: Onslaught                     | | Voz                   |
| 2020 | The Last of Us Part II                                     | Seth |                       |